# Grace Olive Wiley
Grace Olive Wiley (1883 - 20 juillet 1948) était une herpétologue américaine surtout connue pour son travail sur les serpents venimeux. Elle est morte d'une morsure de serpent qu'elle a reçue en posant pour un photographe.

## Jeunesse et début de carrière
Grace Olive Wiley est née à Chanute, dans le Kansas, en 1883. Après un bachelor's degree en entomologie, elle a travaillé comme entomologiste à l'Université du Kansas mais au milieu de la trentaine, elle a commencé à collectionner et à observer des crotales tout en effectuant des travaux sur le terrain dans le sud-ouest des États-Unis. Quelques années après, elle est devenue la première personne à faire se reproduire des crotales en captivité. En 1923, elle a été nommée conservatrice à la bibliothèque publique de Minneapolis, qui possédait une vaste collection de reptiles et d'amphibiens vivants dans son musée d'histoire naturelle (aujourd'hui disparu).

## Méthodes et controverse
En travaillant à Minneapolis, Wiley a été très médiatisée, apparaissant même dans des publications nationales comme Time et Life. Il était à l'époque très peu courant pour une femme d'être conservatrice de reptiles et Wiley a acquis une réputation de « femme sans peur ». Profitant de sa renommée, Wiley s'est efforcée de changer la perception négative du public à l'égard des serpents, affirmant notamment : « la peur des serpents est cultivée. Nous ne sommes pas nés avec. Les enfants aiment les serpents aussi naturellement qu'ils aiment les chiens et les chats. N'ayez pas peur de la langue d'un reptile. Le seul animal qui peut vous blesser avec sa langue est le démon ».
Wiley a fait valoir que même les serpents venimeux étaient inoffensifs s'ils étaient correctement traités. Elle se vantait d'avoir apprivoisé plus de 300 serpents venimeux au cours de sa vie, manipulant régulièrement des serpents à sonnette, des cobras, des mocassins à tête cuivrée et des mambas à mains nues, évitant l'usage de tout instrument spécial comme les crochets ou les pinces à serpent. Elle laissait également les cages de serpents ouvertes pendant de longues périodes, permettant ainsi à des espèces venimeuses de ramper dans son espace de travail.
Bien que Wiley n'ait reçu aucune morsure de serpent sérieuse pendant son séjour à la bibliothèque de Minneapolis, ses habitudes l'ont progressivement mise en conflit avec beaucoup de ses collègues, qui craignaient pour leur propre sécurité ainsi que la sienne. Après une série de différends, Wiley a subi des pressions qui l'ont menée à quitter la bibliothèque de Minneapolis en 1933. Wiley a rapidement trouvé un nouveau travail en tant que conservatrice de reptiles au Zoo de Brookfield, qui avait ouvert ses portes dans la banlieue ouest de Chicago en 1934, apportant avec elle la collection de 236 reptiles et amphibiens de la bibliothèque. Malheureusement, ses méthodes de manipulation des serpents, peu rigoureuses, n'ont pas non plus été appréciées des membres du personnel du zoo et, après avoir permis à 19 serpents de s'échapper de leurs cages en 1935, elle a été renvoyée par le directeur du zoo, Robert Bean.

## Années californiennes
Après avoir quitté le zoo de Brookfield, Wiley a déménagé en Californie où elle est devenue éleveuse de serpents et consultante en reptiles pour des films hollywoodiens tels que Nuits birmanes, Le Livre de la jungle et la série Tarzan. Elle a également géré un zoo de reptiles à Cypress où elle facturait 25 cents pour que les visiteurs puissent voir sa grande collection personnelle.
Le 20 juillet 1948, Wiley a invité le journaliste Daniel P. Mannix à photographier sa collection. Alors qu'elle posait avec un cobra indien, une espèce venimeuse, le flash de l'appareil photo du photographe a effrayé le serpent qui l'a mordue. Son seul flacon d'antivenin de cobra (de l'Institut Haffkine) a été accidentellement cassé peu après la morsure et l'hôpital n'avait en stock que des sérums antivenins pour les serpents d'Amérique du Nord. Wiley a été déclarée morte moins de deux heures après avoir été mordue. Bien que la famille et les amis aient essayé de conserver sa collection, elle a finalement été vendue aux enchères, et le serpent qui a tué Wiley a ensuite été exposé dans une attraction routière de l' Arizona.
Peu de temps avant sa mort, en 1947, l'histoire de la vie de Wiley a été adaptée en bande dessinée (True Stories # 58).

## Postérité
Wiley a décrit Rheumatobates hungerfordi, une espèce de Gerridae. L'espèce d'insecte Cenocorixa wileyae ainsi que la sous-espècede de reptile Anolis cristatellus wileyae ont été nommées en son honneur,,. En 2006, la ville de Long Beach a inauguré le jardin public Grace Park, nommé en hommage à Grace Olive Wiley.

## Publications
- Life History Notes on Two Species of Saldidae (Hemiptera) Found in Kansas]. The Kansas University Science Bulletin. October 1922. Vol XIV. No 9. pp 301–311.
- A new species of Rheumatobates from Texas (Heteroptera, Gerridae). The Canadian Entomologist. September 1923. Vol 55. No 9. pp 202–205.
- Surprising new facts about snakes learned by making pets of Rattlers The Milwaukee Sentinel September 22, 1929